# Glem
Glem – wieś w Słowenii, w gminie miejskiej Koper. 1 stycznia 2018 liczyła 59 mieszkańców.